# Teorema de Chen

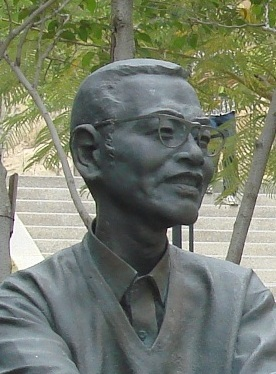
Chen Jingrun

En teoría de números, el teorema de Chen afirma que cada número par suficientemente grande se puede escribir como la suma de dos primos, o un primo y un semiprimo (el producto de dos números primos).

## Historia
El teorema fue enunciado por primera vez por el matemático chino Chen Jingrun en 1966, con más detalles de la demostración en 1973. Su demostración original se simplifica mucho por P. M. Ross. El teorema de Chen es un paso gigante hacia la Conjetura de Goldbach, y un resultado notable de los métodos de criba.

## Variaciones
El artículo de Chen de 1973 incluía dos resultados con demostraciones casi idénticas.: p. 158  Su teorema I, sobre la conjetura de Goldbach, se ha señalado anteriormente. Su teorema II es el resultado de la conjetura de los primos gemelos. Afirma que si h es un entero par positivo, hay infinitos números primos p tales que p+h ya sea primo o sea el producto de dos números primos.
Ying Chun Cai demostró lo siguiente en 2002:
Existe un número natural N tal que cada entero par n mayor que N es una suma de un primo menor o igual a n0.95 y un número con un máximo de dos factores primos.
Tomohiro Yamada demostró la siguiente versión explícita del teorema de Chen en 2015:
Todo número par mayor que {\displaystyle e^{e^{36}}\approx 1.7\cdot 10^{1872344071119348}} es la suma de un primo y un producto de como máximo dos primos.

### Citations
1. ↑  Chen, J.R. (1966). «On the representation of a large even integer as the sum of a prime and the product of at most two primes». Kexue Tongbao 11 (9): 385-386.
2. 1 2  Chen, J.R. (1973). «On the representation of a larger even integer as the sum of a prime and the product of at most two primes». Sci. Sinica 16: 157-176.
3. ↑  Ross, P.M. (1975). «On Chen's theorem that each large even number has the form (p1+p2) or (p1+p2p3)». J. London Math. Soc. (2). 10,4 (4): 500-506. doi:10.1112/jlms/s2-10.4.500.
4. ↑  Cai, Y.C. (2002). «Chen's Theorem with Small Primes». Acta Mathematica Sinica 18 (3): 597-604. doi:10.1007/s101140200168.
5. ↑  Yamada, Tomohiro (11 de noviembre de 2015). «Explicit Chen's theorem». arXiv:1511.03409
 [math.NT].

### Libros
- Nathanson, Melvyn B. (1996). Additive Number Theory: the Classical Bases. Graduate Texts in Mathematics 164. Springer-Verlag. ISBN 0-387-94656-X. Chapter 10.
- Wang, Yuan (1984). Goldbach conjecture. World Scientific. ISBN 9971-966-09-3.